# Великобілозерська районна рада
Великобілозерська районна рада —колишня районна рада Великобілозерського району Запорізької області, з адміністративним центром в с. Велика Білозерка.
Великобілозерській районній раді підпорядковані 5 сільських рад, 5 сіл. Водойми на території районної ради: річка Білозерка.  
Населення становить 8,3 тис. осіб. З них 0 тис. (0%) — міське населення, 8,3 тис. (100%) — сільське.

## Керівний склад ради
Загальний склад ради: 26 депутатів. Партійний склад ради: Опозиційний блок — 8, БПП «Солідарність» — 5, Всеукраїнське об’єднання «Батьківщина» — 5, Наш край — 5, Радикальна партія — 3.
- Голова — Лизюра Володимир Миколайович
- Заступник голови — Василенко Олександр Анатолійович